# 斧山公園

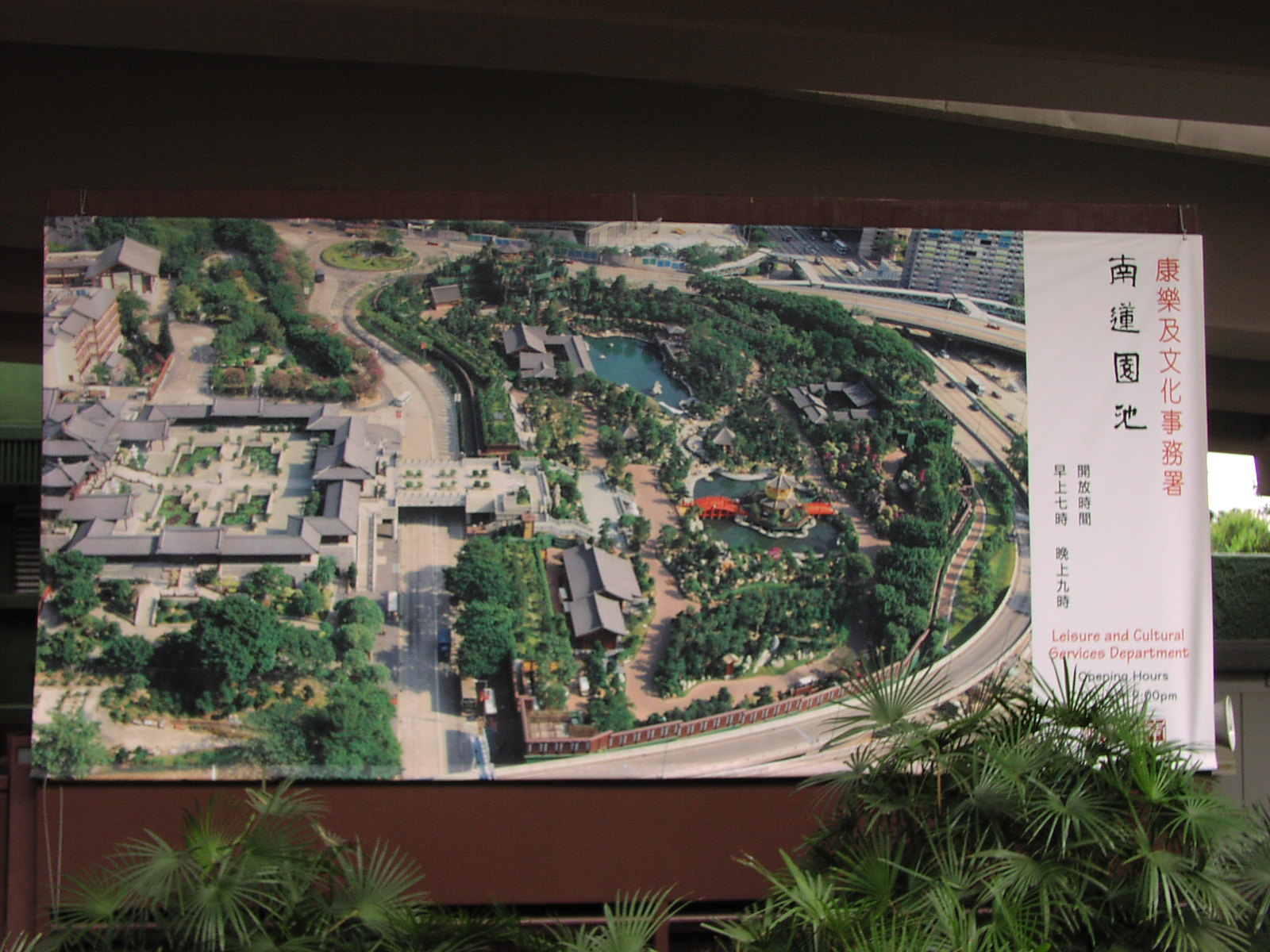
斧山公園的鳥瞰圖，左面由上至下為東蓮園、蓮園、西蓮園；右方為南蓮園池。兩個園區被鳳德道所分隔

斧山公園（英語：Hammer Hill Park）位於香港九龍黃大仙區上元嶺，是仿唐朝風格的公園。斧山公園共分為3個主要部分—東蓮園、西蓮園及南蓮園池，環抱志蓮淨苑，構成一個大型的仿唐建築群。斧山公園的北面部份前身是1998年清拆的嘉華臺和佛教志蓮中學舊校舍，南面部份南蓮園池是1996年清拆的下元嶺木屋區。

## 園林分佈
- 東蓮園－位於斧山道及鳳德道交界，因位處志蓮淨苑東側而得名。園林採用山水迴遊式設計，迂迴的碎石小徑，兩旁廣植高大的權木，將外界的繁華鬧市隔開。
- 西蓮園－位於志蓮淨苑西側與大老山隧道公路毗鄰的坡地，接連志蓮淨苑西門，採用唐枯山水園景。
- 南蓮園池－與志蓮淨苑山門有行人天橋接連，採用唐代園池設計。

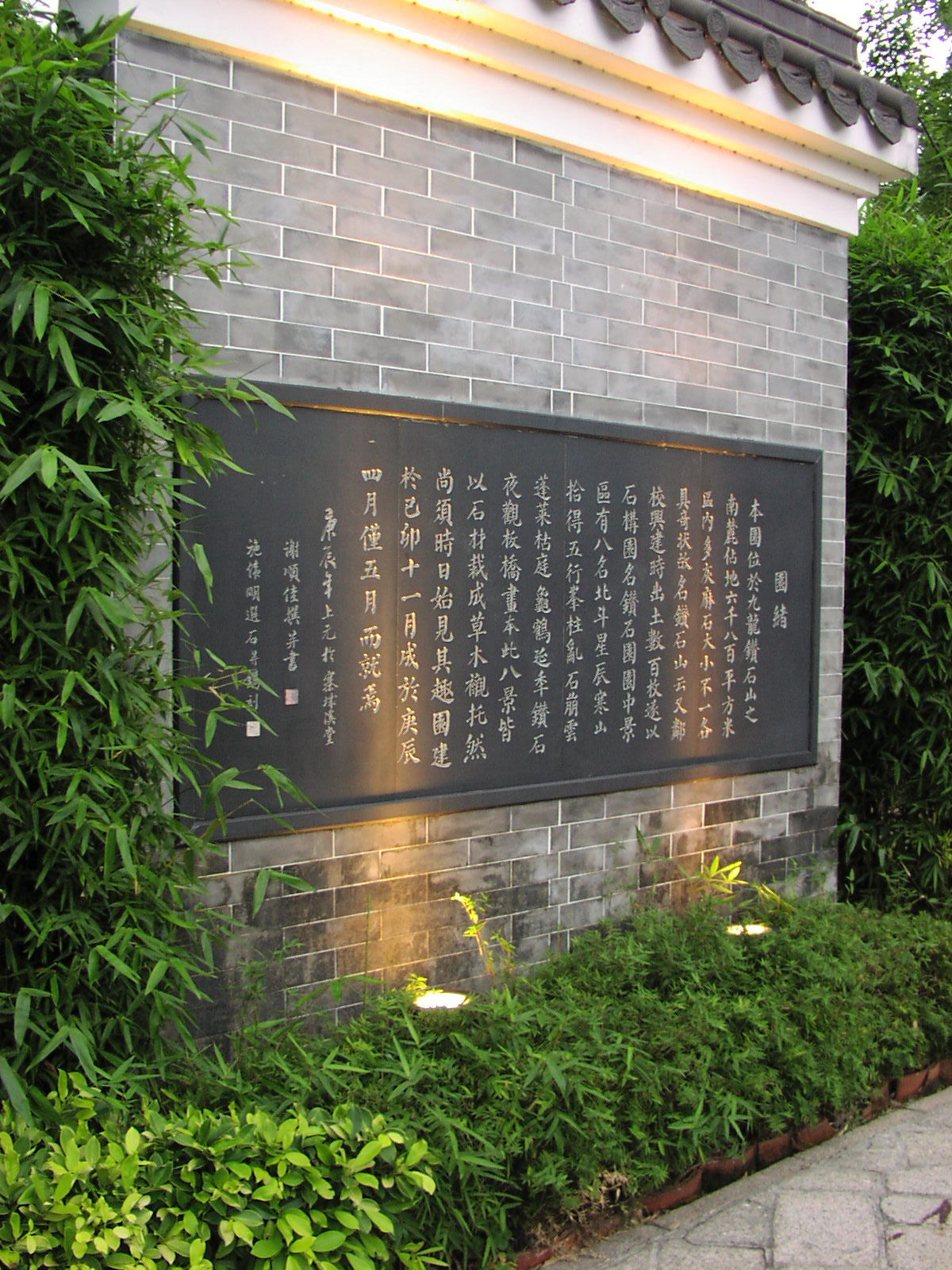
園緒
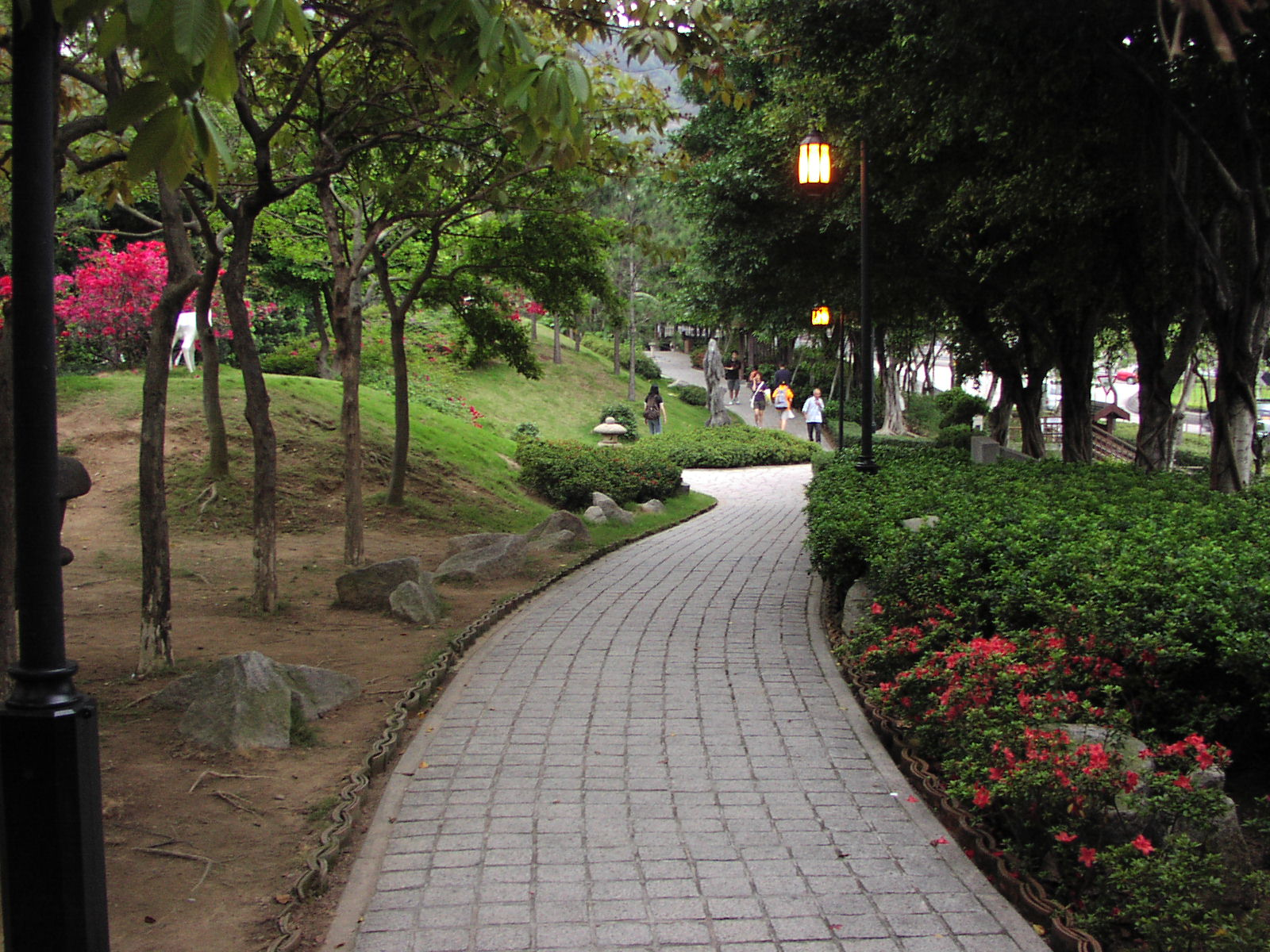
東蓮園
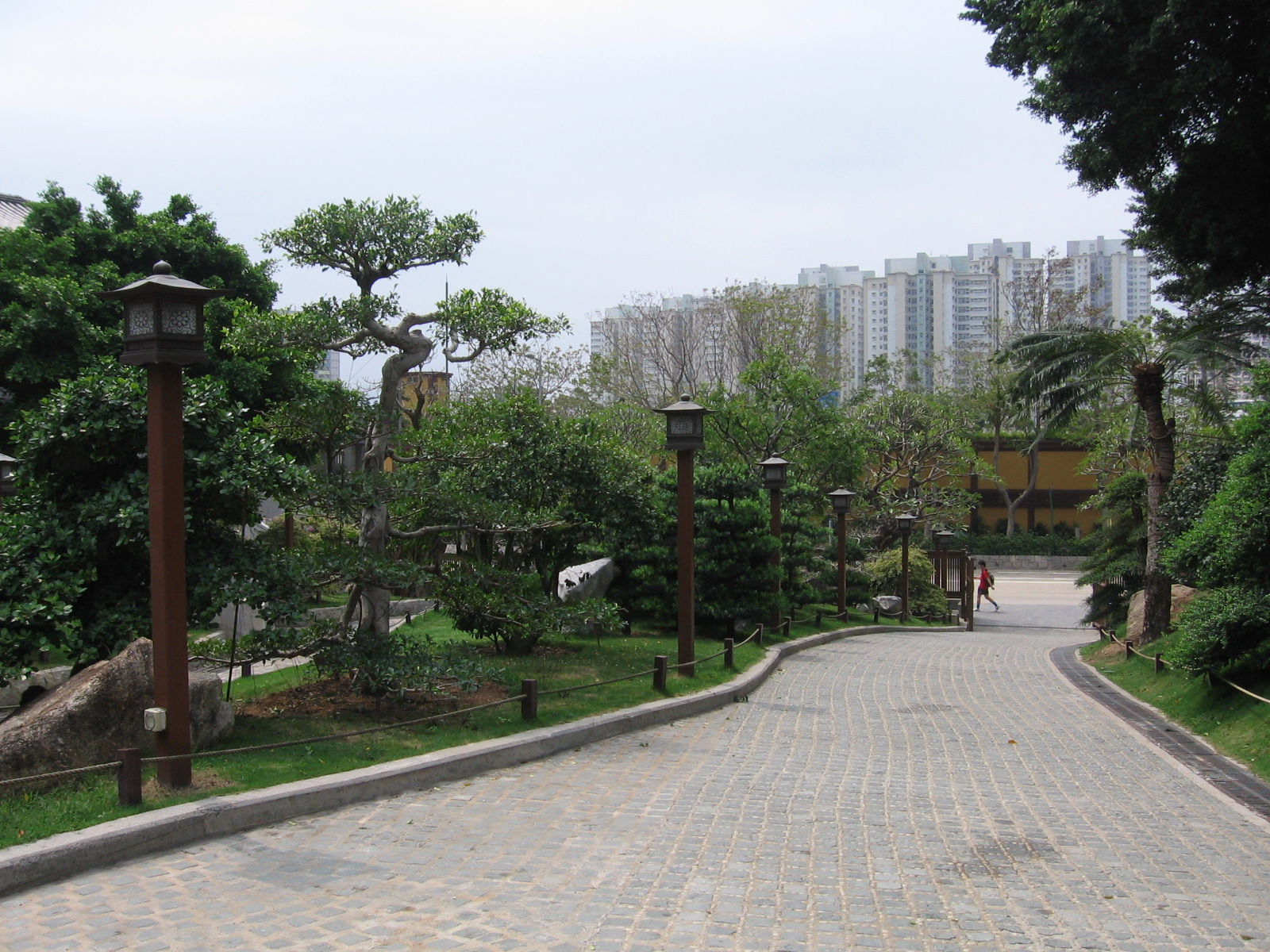
西蓮園
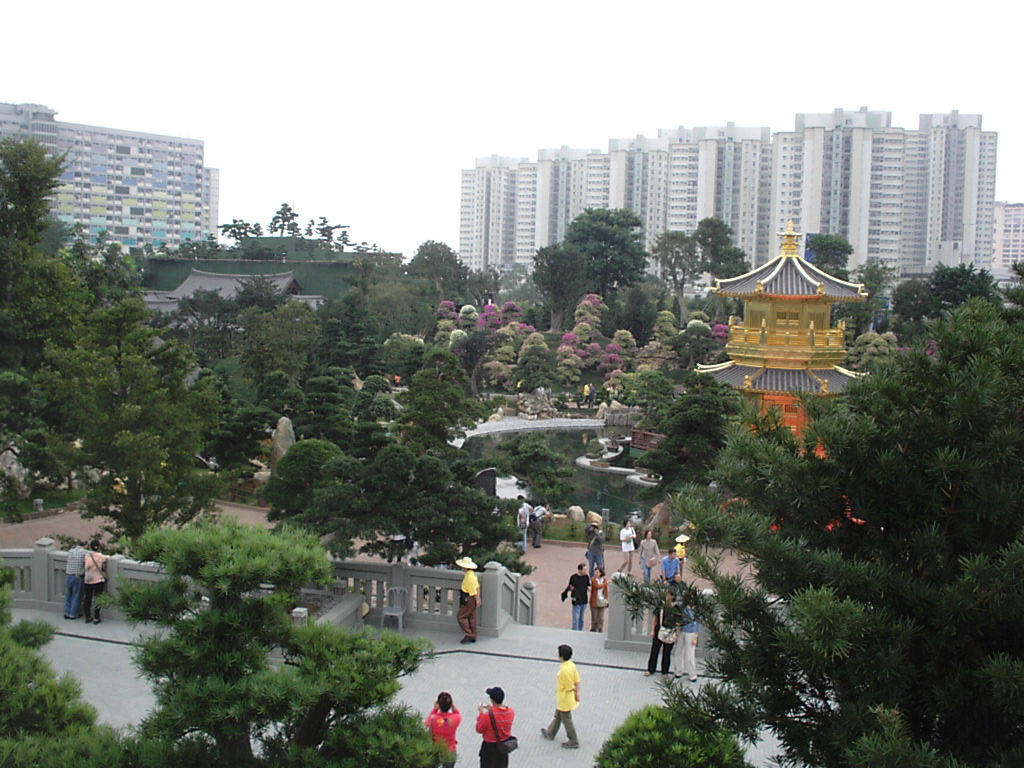
南蓮園池
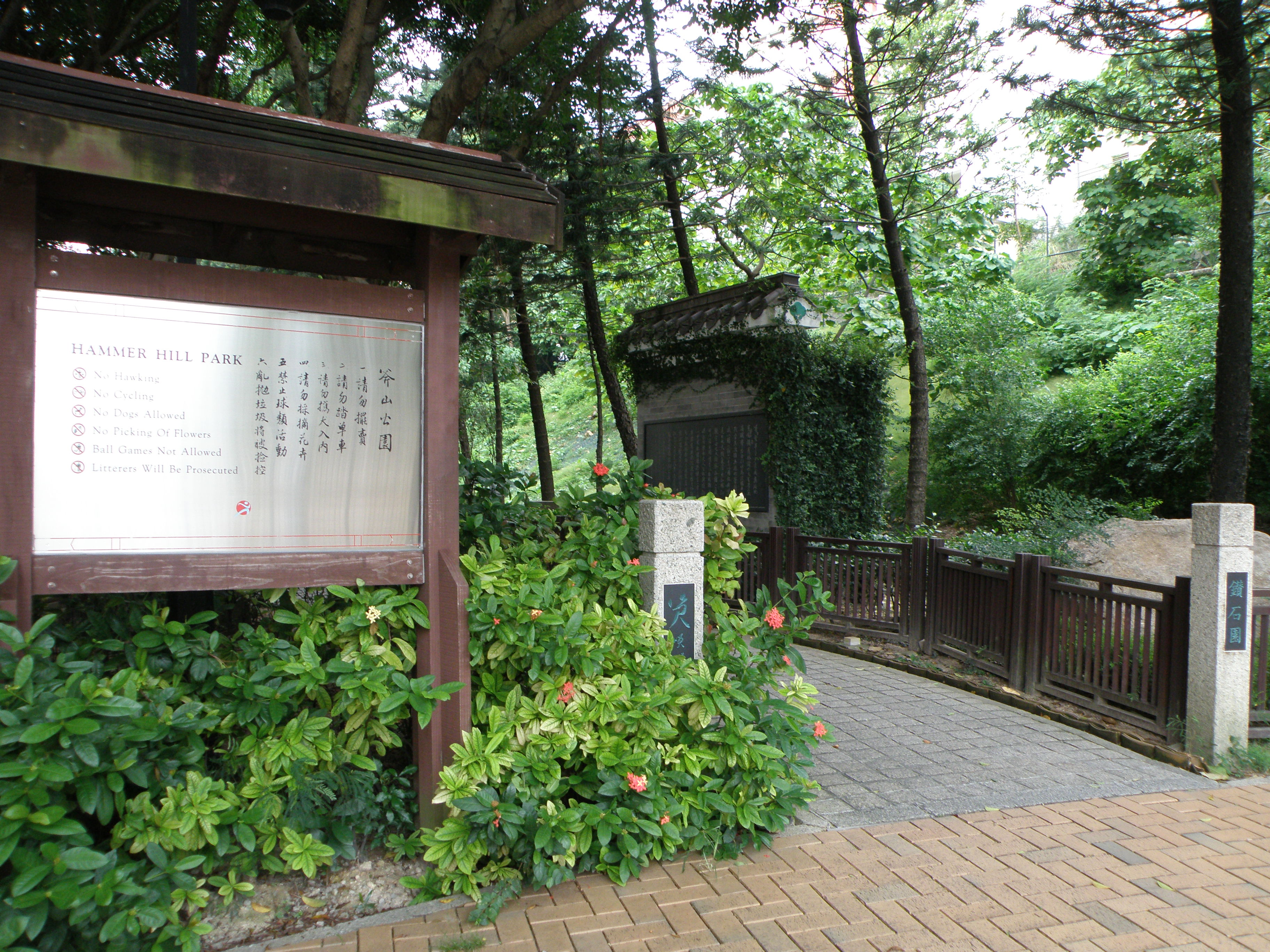
鑽石園

## 禁煙安排
此場地（除吸煙區外）禁止吸煙。

## 籌建過程
市政局計劃將該地闢為斧山公園，並配合鄰近的志蓮淨苑作仿唐公園的設計，然而原先由建築署提出的園林設計與志蓮淨苑格格不入，工程的設計、建造及監督其後交由志蓮淨苑負責，並在落成後營運公園，但擁有權歸政府全權所有，由康樂及文化事務署管轄。
斧山公園第一期－東蓮園及西蓮園於2000年5月落成，但第二期的南蓮園池工程則延至2006年落成啟用。

## 獲獎記錄
- 「2000年傑出綠化工程獎園景設計」優異獎

## 開放時間
- 東蓮園：全日開放，免費入場
- 西蓮園：06:30-19:00，免費入場
- 南蓮園池：07:00-21:00，免費入場

## 外部連結
- 西蓮園 （页面存档备份，存于）綠色廣場
- 香港電影拍攝地點：斧山公園香港電影服務統籌科